# Wolfgang Sauer (musicien)
Pour les articles homonymes, voir Wolfgang Sauer.
Wolfgang Sauer (né le 2 janvier 1928 à Elberfeld, aujourd'hui quartier de Wuppertal, et mort le 26 avril 2015) est un musicien, un chanteur de jazz et de schlager allemand.

## Biographie
Il grandit à Wuppertal, où son père est électricien. À sept mois, il est atteint par un glaucome. Quand il rentre à l'école, il est presque aveugle. Depuis lors, il porte des lunettes noires qui deviendront un signe distinctif. À douze ans, il rentre à un institut pour aveugles à Marbourg, où il apprend la musique, notamment le piano, le chant et la composition. Il obtient son abitur en 1946. Il rejoint les clubs américains où il joue du jazz. En 1948, il fait sa première prestation à la radio. Comme il veut être journaliste politique puis interprète, en 1949, il fait des études d'anglais et d'allemand à l'université de Cologne. Par ailleurs, il crée "No Name Band", un ensemble de jazz, qui fait une tournée en 1951.
Il arrête ses études en 1952 pour des raisons financières. Il revient à la musique et se fait engager à la Nordwestdeutscher Rundfunk à Cologne dans le trio de Günter Eilemann (de). Il se produit aussi à la radio avec Kurt Edelhagen (de) à Baden-Baden et Erwin Lehn (de) à Stuttgart. En 1953, il part en tournée avec Will Glahé (de) et est élu "Chanteur de jazz allemand numéro 1". Grâce à Nils Nobach (de), il obtient son premier contrat avec une maison de disque. Electrola (de) lui fait enregistrer des chansons de schlager. Ses premiers succès Eine Melodie geht um die Welt, Du hast ja Tränen in den Augen, Ein kleiner Hund ou Glaube mir se vendent à 500 000 exemplaires, bien qu'ils soient des reprises de Leila Negra ou de Rudi Schuricke (de).
Cependant il n'abandonne pas le jazz. Le titre For You My Love enregistré avec Carlo Bohländer, Werner Dies, Glen Buschmann (de) et Hans Podehl (de), en se vendant à 30 000 exemplaires, est la plus grande vente du jazz allemand. En 1959, l'album Sweet and Swing avec les orchestres de Paul Kuhn et de Berry Lipman (de) se vend mieux en Australie qu'en Allemagne. Par la suite, il est l'invité de nombreux festivals comme dans les années 1980 avec Rose Nabinger & Kreisjazzwerkerschaft.
En 1962, il reçoit de Camillo Felgen une offre d'animateur sur RTL Radio qu'il accepte puis travaille pour la Deutsche Welle et Deutschlandfunk. En 1964, il fait une tournée avec Kurt Edelhagen en RDA. En 1965, jusqu'en 2006, il joue du piano sur la WDR.
Dans les années 1970, Sauer préfère rester un crooner plutôt que s'adapter à la musique contemporaine, reprenant ses anciens titres. Dans les années 1980, il participe à des tournées d'anciennes vedettes comme Gerd Böttcher (de), Rocco Granata, Fred Bertelmann.

## Discographie

### Albums (sélection)
- Musik ist meine Welt
- Die schönen Zeiten der Erinnerung
- 1953: Glaube mir
- My Swinging World
- 1965: Kurt Edelhagen – Wolfgang Sauer